# Antonio Palocci
Antonio Palocci Filho (Cosmorama, 4 oktober 1960) is een Braziliaanse arts en politicus voor de Arbeiderspartij (PT). In 2011 werd hij de 42e stafchef van Brazilië in het kabinet-Rousseff, de belangrijkste positie binnen de Braziliaanse regering, onder president Dilma Rousseff. Eerder was hij Minister van Financiën onder president Lula da Silva en Volksvertegenwoordiger voor São Paulo

## Carrière
Palocci groeide op in Ribeirão Preto in São Paulo en volgde geneeskunde aan de Universiteit van São Paulo. Tijdens zijn studies werd hij actief in enkele extreemlinkse organisaties. Hij zou zijn standpunten later echter matigen en werd medeoprichter van de Arbeiderspartij en werd voorzitter van de partij in São Paulo. Na zijn studies werd hij ambtenaar en werd hij actief in verschillende vakbonden. In 1988 werd hij verkozen tot gemeenteraadslid van Ribeirão Preto, om nadien op te klimmen tot provincieraadslid en burgemeester (1993-1996). Het is tijdens zijn burgemeesterschap dat hij betrokken zou geraakt zijn in een fraudezaak, die hem later nog zou achtervolgen. In 1998 werd hij Volksvertegenwoordiger voor São Paulo, maar in 2000 nam hij weer ontslag om opnieuw burgemeester te worden. In 2002 was hij actief in de presidentscampagne van Lula da Silva, om dan Minister van Financiën te worden. Hij zou zich opwerpen als een belangrijke speler binnen de Braziliaanse regering en werd samen met José Dirceu genoemd als meest invloedrijke minister binnen het kabinet van Da Silva. Op 1 januari 2011 werd hij door da Silva's opvolgster, Dilma Rousseff, benoemd tot 43e stafchef van Brazilië in het haar kabinet, de belangrijkste positie binnen de Braziliaanse regering.

## Aanklachten voor corruptie en machtsmisbruik
Na een publicatie van het tijdschrift Veja, barstte het Mensalão-schandaal los. De regering zou stemmen gekocht hebben van parlementsleden in het Nationaal Congres en ook Palocci werd in deze zaak genoemd. Tussen 2001 en 2004 zou hij bovendien maandelijks R$50.000 (ongeveer €16.500) smeergeld ontvangen hebben van een afvalbedrijf. Het onderzoek rond die zaak loopt nog steeds, maar Palocci ontkent alles.
In 2006 brak er een nieuw schandaal uit nadat twee getuigen in een parlementaire onderzoekscommissie beweerden dat Palocci aanwezig was in een herenhuis dat vermoedelijk gebruikt werd om binnen de regering fraude te plegen. Ook de betrokkenheid van een van Palocci's belangrijkste adviseurs deed de vermoedens van fraude toenemen. Palocci had voordien beweerd nooit in het huis geweest te zijn, waarna enkele volksvertegenwoordigers voorstelden om hem strafrechtelijk te laten vervolgen voor meineed. Enkele dagen na de mededeling van de belangrijkste getuige, werden diens bankgegevens op mysterieuze wijze gelekt aan de pers. Op zijn bankrekening stond R$ 38.860 (ongeveer €14.000) en dat zou onmogelijk zijn met het inkomen dat hij kreeg als conciërge van het herenhuis. De getuige verklaarde het bedrag door te stellen dat het een afkoopsom was van zijn vermoedelijke biologische vader, een relatief welvarende zakenman, om een vaderschapstest te vermijden. De betrokken zakenman bevestigde die versie van het verhaal. Toen deze zaak was uitgeklaard, verschoof de aandacht naar de vraag waarom en hoe deze informatie illegaal gelekt was naar de pers. Volgens de oppositie en een groot deel van de media was het de bedoeling om de geloofwaardigheid van de getuige te kelderen, een operatie die georchestreerd zou zijn door de staat. De politie onderzocht de zaak en kwam al snel uit bij de top van de Caixa Economica Federal, een staatsbank, die zei orders van bovenaf te hebben gevolgd. Het spoor leidde tot de toenmalige Minister van Financiën, Palocci. De bankdirecteur zou de gegevens van de bankrekening persoonlijk aan Palocci overhandigd hebben. Hoewel hij ontkende, nam hij toch ontslag als minister.
Toen hij in 2011 benoemd werd tot stafchef, bleven de voormalige schandalen hem achtervolgen, aangevuld met nieuwe. Zo zou hij nog meer fraude gepleegd hebben dan gedacht en zou hij zich illegaal verrijkt hebben. In juni, na slechts enkele maanden, nam hij alweer ontslag.
- Gemeinsame Normdatei: 13288710X
- International Standard Name Identifier: 0000 0000 4402 8751
- Library of Congress Control Number: n95922896
- Nederlandse Thesaurus van Auteursnamen: 271578416
- Système universitaire de documentation: 083557164
- Virtual International Authority File: 48485538
- WorldCat: E39PBJkxKR9BRvRW3K96WxFxjC